# پیوند سر

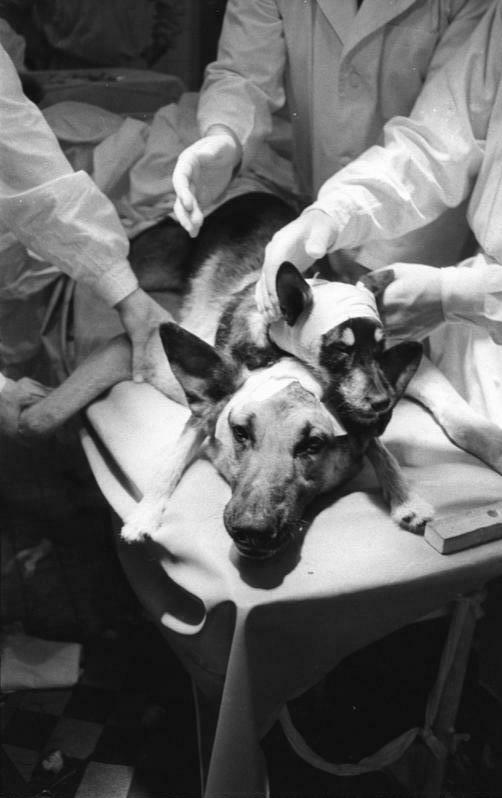
پیوند سر سگ توسط ولادیمیر دمیخوف در ۱۳ ژانویه ۱۹۵۹ در آلمان شرقی انجام شد.

پیوند سر (به انگلیسی: Head transplant) یک عمل جراحی است که در آن سر یک اندامگان به بدن اندامگانی دیگر پیوند زده می‌شود. این نوع پیوند را نباید با پیوند مغز اشتباه گرفت. در این نوع جراحی، سر بیمار باید بریده شود. هرچند که این نوع عمل با موفقیت بر روی سگ‌ها، میمون‌ها و موش‌ها انجام گرفته‌است، تاکنون بر روی انسان انجام نشده‌است.
از آنجایی که تکنولوژی مورد نیاز برای بازمتصل کردن یک طناب نخاعی قطع شده هنوز توسعه داده نشده، شخصی که این عمل روی آن انجام می‌شود دچار فلچ چهاراندام می‌شود، مگر اینکه معالجه مناسب آن توسعه یابد. این تکنیک برای افرادی پیشنهاد شده‌است که از قبل دچار فلج چهاراندام هستند و همچنین مبتلا به نقصان اندامی گسترده هستند که خود این نقص‌ها هم نیاز به جراحی‌های مجزا و سخت دارد.
پس از این عمل جراحی، سیستم دفاعی بدن بیمار ممکن است پیوند را پس بزند و سر را قبول نکند. نخستین عمل پیوند سر در سال ۱۹۷۰ در کلیولند آمریکا انجام شد که در آن سر یک میمون به سر میمون دیگر پیوند زده شد. سیستم دفاعی بدن میمون سر میمون بیگانه را تحمل نکرد و میمون ۹ روز بعد درگذشت.
در تابستان ۲۰۱۵ برای نخستین بار دکتر سرجیو کاناورو، جراح ایتالیایی، در آکادمی جراحان اعصاب و ارتوپد آمریکا پروژه پیوند سر را آغاز کرد، وی اعلام کرده این کار تا دو سال دیگر امکان‌پذیر خواهد شد. او گفته این کار را با تیغهای بسیار پیشرفته تر و برنده تر جراحی کنونی انجام خواهد داد و خواهد توانست بین سی تا شصت درصد فیبرها را که برای کشش لازم است احیا کند. والری اسپیریدونوف، مرد جوان روس که از ناحیه دست و پا فلج است داوطلب شده نخستین نفر برای عمل خارق‌العاده پیوند سر باشد.